# Michael Theuns
Michael Leonardus Marcellus Theuns (Hengelo, 16 maart 1994) is een Nederlands bestuurskundige en CDA-politicus. Sinds 23 juni 2023 is hij lid van de Gedeputeerde Staten van Limburg.

## Maatschappelijke carrière
Theuns ging van 2006 tot 2012 naar het vwo op de Scholengemeenschap Groenewald in Stein. Van 2012 tot 2013 studeerde hij bedrijfseconomie (propedeuse), van 2013 tot 2016 bestuurskunde (BSc) en van 2016 tot 2017 openbaar bestuur: bestuurskunde, economie en rechtsgeleerdheid (MSc) aan de Tilburg University. Hij was van 2017 tot 2021 werkzaam bij de provincie Limburg. Van 2017 tot 2020 was hij er bestuursadviseur van de Gedeputeerde Staten. Van 2020 tot 2021 was hij er werkzaam bij de afdeling Programma's en projecten als programmamanager stikstof en projectmanager Leisure Lane. Theuns ging eind 2021 ging hij werken bij organisatieadviesbureau Berenschot als senior adviseur binnen de adviesgroep Openbaar Bestuur.

## Politieke carrière
Theuns was van 2018 tot 2023 gemeenteraadslid in Beek. Vanaf augustus 2019 was hij ook fractievoorzitter van het CDA. Bij zowel de gemeenteraadsverkiezingen van 2018 als de gemeenteraadsverkiezingen van 2022 werd hij verkozen met voorkeurstemmen. In juni 2022 werd hij lijsttrekker van het CDA voor de Provinciale Statenverkiezingen van 2023 in Limburg. Op 29 maart dat jaar werd hij Statenlid en fractievoorzitter van het CDA. Op 9 juni 2023 werd de coalitieakkoord in Limburg gepresenteerd van BBB, VVD, CDA, PvdA en SP. Op 23 juni dat jaar werd hij gedeputeerde van Ruimte, Wonen, Water, Bodem en Leefbaarheid in Limburg. In zijn portefeuille heeft hij Ruimte (inclusief Omgevingswet), Bodem, Water, Ontgrondingen, Milieuvergunningen, Wonen en het Leefbaarheidsfonds. Hij is de 3e plaatsvervangende commissaris van de Koning. Partijgenoot Wouter IJpelaar volgde hem op 23 juni dat jaar op als Statenlid.

## Privéleven
Theuns is geboren in het Overijsselse Hengelo en opgegroeid in het Limburgse Stein en Beek. Hij woont sinds 2018 samen met zijn vriendin. Hij is actief bij VV Caesar.